# Terrence Paul
Terrence Michael Paul, detto Terry (Oakville, 14 settembre 1964), è un ex canottiere canadese.

## Palmarès

### Olimpiadi
- 1 medaglia:
  - 1 oro (Barcellona 1992 nell'otto)